# Athy
Athy (pron. /əˈθaɪ/) (en gaèlic irlandès Baile Átha Í o "vila del gual d'Ae") és una vila d'Irlanda, al comtat de Kildare, a la província de Leinster. Està situada entre el Riu Barrow i el Gran Canal.

## Història
Athy o Baile Átha Í rep el nom d'un cabdill irlandès del segle ii, Ae, que fou assassinat quan travessava el riu. Per això la vila es diu "la ciutat del gual d'Ae". El seu desenvolupament, però, arribaria d'ençà de l'establiment dels anglonormands Fitzgerads comtes de Kildare en el segle xii, quan hi construïren la ciutat.
Las primera carta municipal data del segle xvi i l'edifici de l'ajuntament fou construït a començaments del segle xviii. El seu desenvolupament com a centre comercial arribà amb la finalització del Gran Canal d'Irlanda el 1791 i el seu lligam amb el riu Barrow, que va augmentar des de l'arribada del ferrocarril el 1846. Alhora, s'hi instal·là una guarnició militar a Barrack Lane després de la Guerra de Crimea que es destacà per la seva lleialtat a la Corona britànica. Molt joves del poble s'allistaren voluntaris per lluitar a la Primera Guerra Mundial.

## Agermanaments
- Grandvilliers (Oise)

## Personatges il·lustres
- El poeta irlandès Patrick Kavanagh esmenà Athy en el poema "Lines written on a Seat on the Grand Canal, Dublin", com a "ciutat llunyana". La ciutat també és nomenada en les cançons populars "Johnny I Hardly Knew Ye", "Lannigans Ball" i "We're on the Road to Sweet Athy". Entre els habitants famosos d'Athy destaquen Liam O'Flynn de Planxty, l'escriptor John MacKenna i el cantant Jack L.
- Johnny Marr, fundador amb Morrissey de the Smiths, els seus pares eren de l'àrea d'Athy, la mare de Castledermot i el pare de Kilkea
- Ernest Shackleton, explorador polar nascut a Kilkea vora Athy.

## Galeria d'imatges

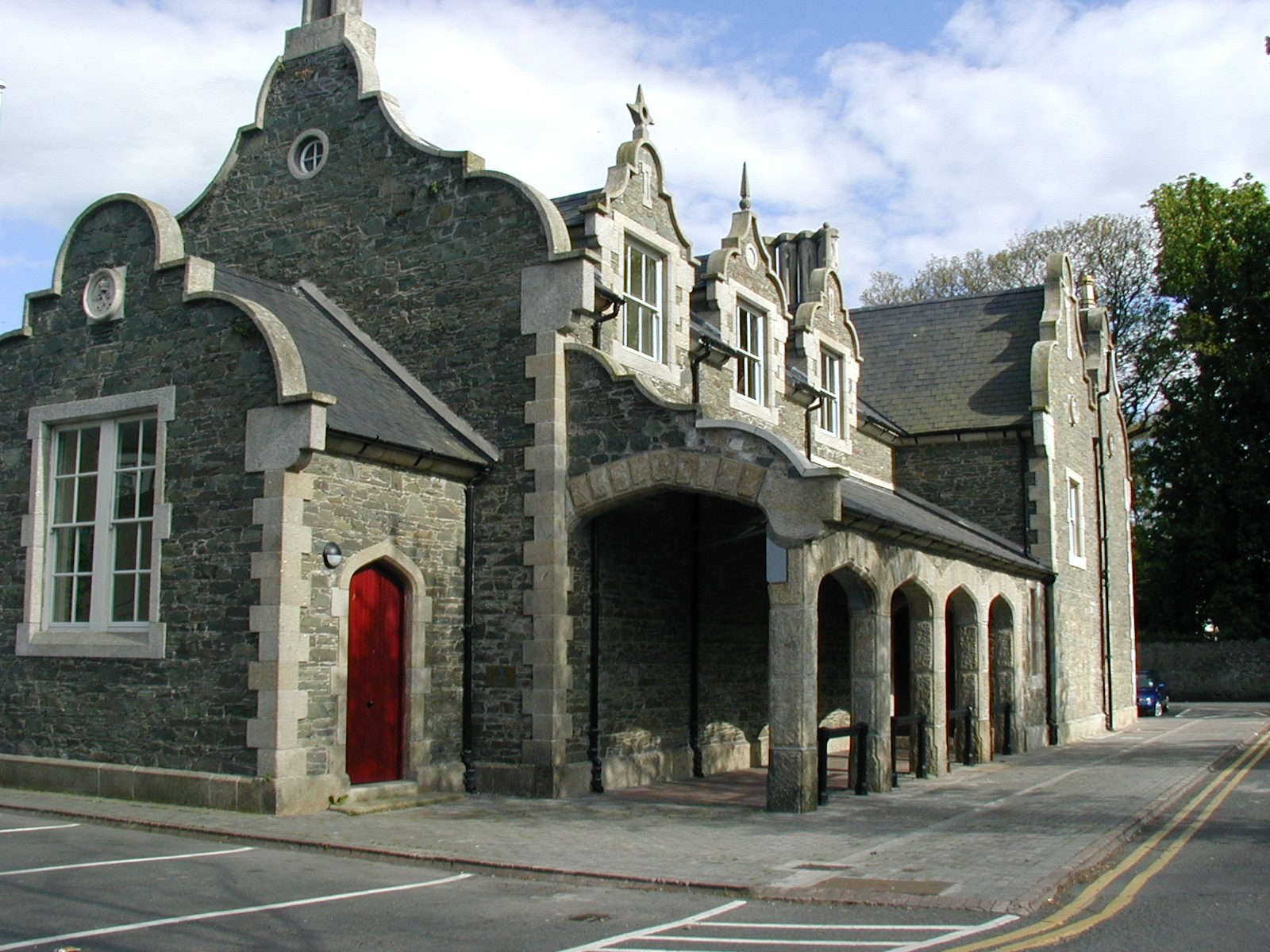
Jutjats
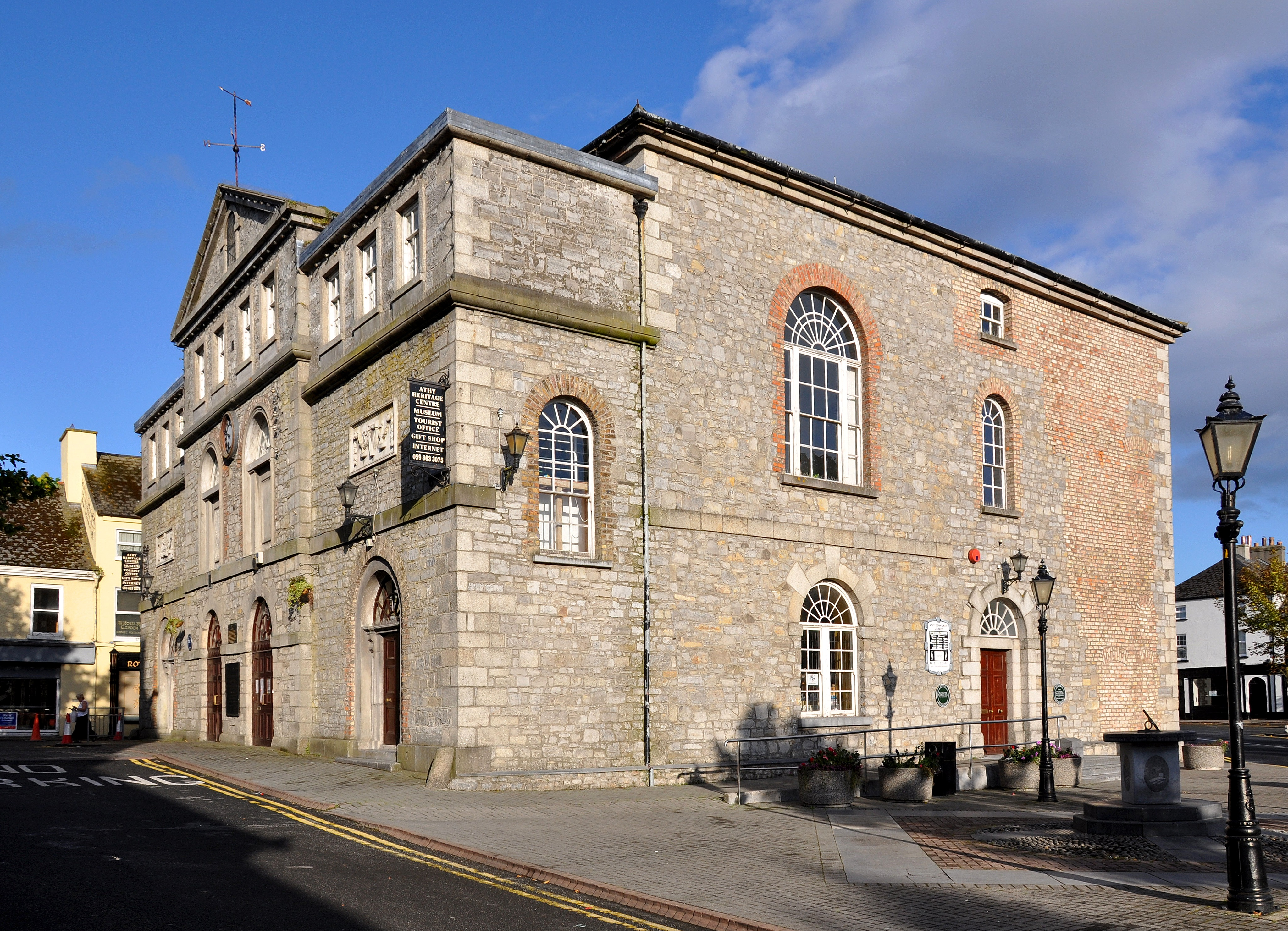
Ajuntament
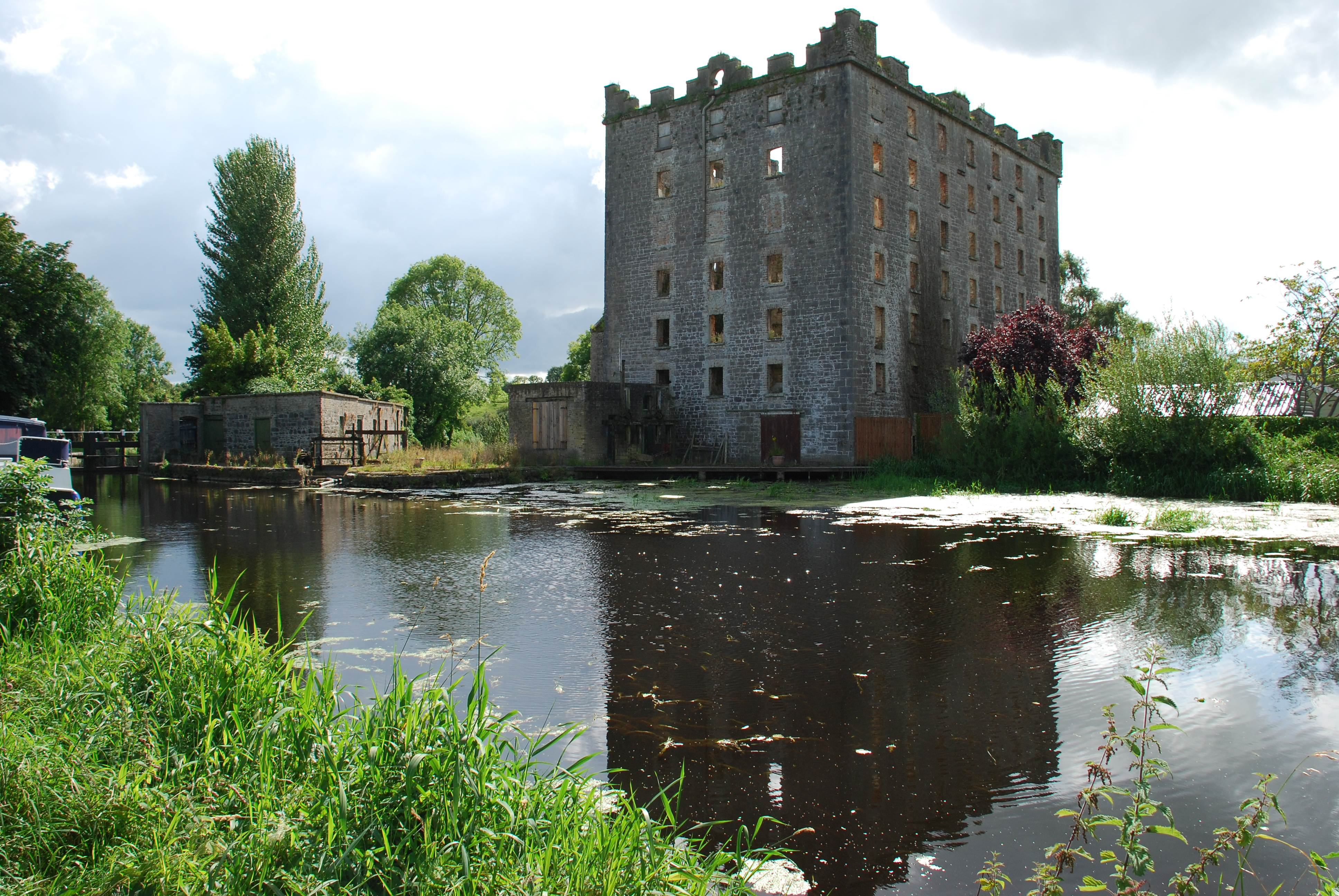
Levitstown Mill
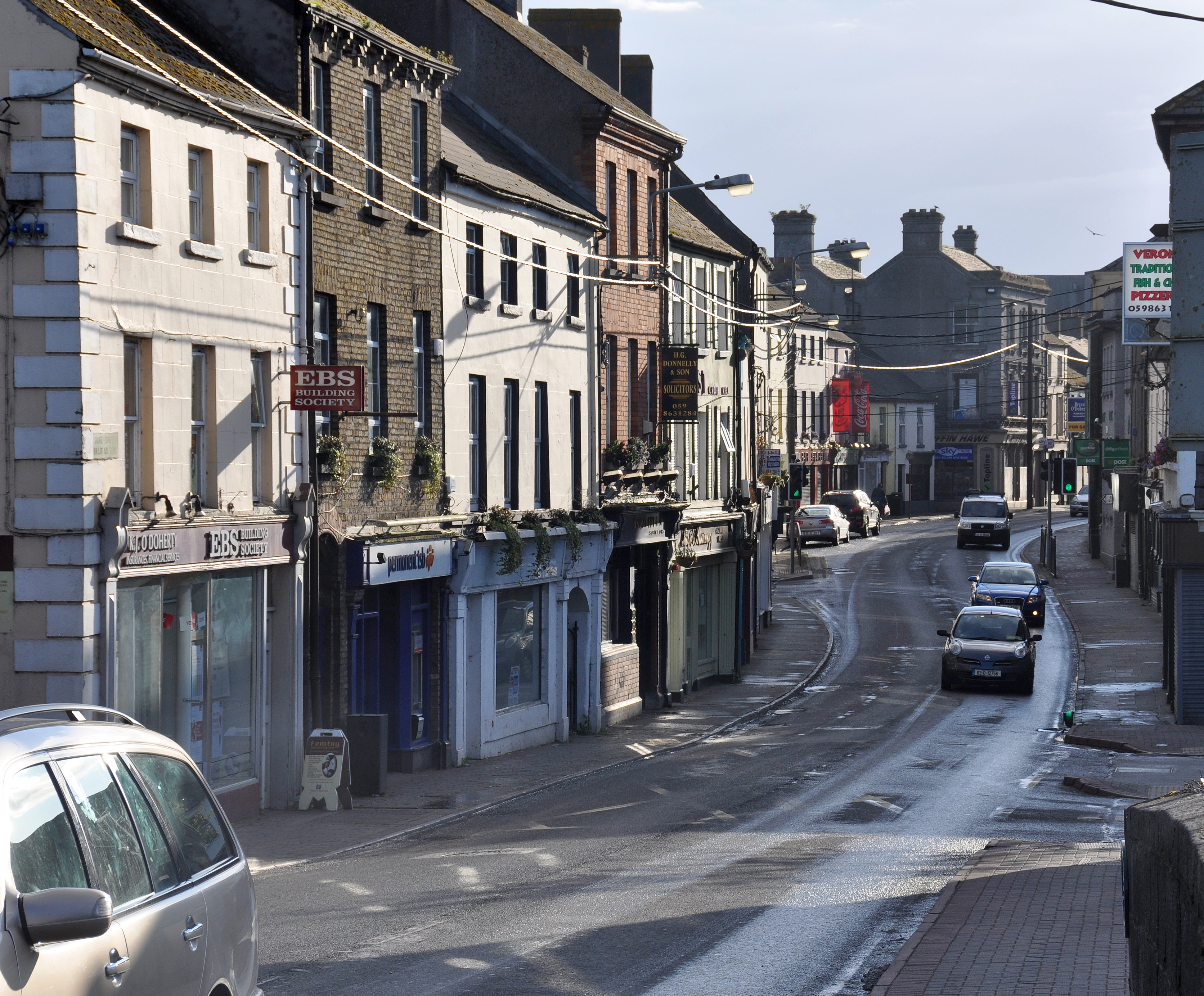
Duke Street